# Hlohovec
Hlohovec (în germană Freistadt / Freistadl, în maghiară Galgóc) este un oraș din Slovacia cu 24.125 locuitori.
Vezi și: Listă de orașe din Slovacia

## Demografie
| An:                | 1994   | 2004   | 2014   | 2024    |
| ------------------ | ------ | ------ | ------ | ------- |
| Număr de persoane: | 24.054 | 23.151 | 22.264 | 19.458  |
| Diferență:         |        | −3,75% | −3,83% | −12,60% |

| An:                | 2023   | 2024   |
| ------------------ | ------ | ------ |
| Număr de persoane: | 19.774 | 19.458 |
| Diferență:         |        | −1,59% |